# NGC 414
NGC 414 est une paire de galaxies située dans la constellation des Poissons. Cette paire est constituée de PGC 4254 et de PGC 93079 aussi désignée NGC 414 NED2 sur la base de données NASA/IPAC (voir NGC 414-2 pour les caractéristiques de cette galaxie).
PGC 4254 est une galaxie lenticulaire de type morphologique S0 pec?. PGC 93079 est aussi une galaxie lenticulaire dont le type morphologique est E/S0 pec?. Les caractéristiques énumérées dans l'encadré à droite sont celles de PGC 4254.
On peut observer sur les photographies de NGC 414 les deux noyaux de ces galaxies. 
NGC 414 a été découverte par l'astronome suédois Herman Schultz (en) en 1867.

## Groupe de NGC 452
NGC 414 fait partie du groupe de NGC 452 dont les membres sont indiqués dans des articles d'Abraham Mahtessian paru en 1998 et de A.M Garcia paru en 1993. Ce groupe compte plus d'une vingtaine de galaxies.